# 田井洋子

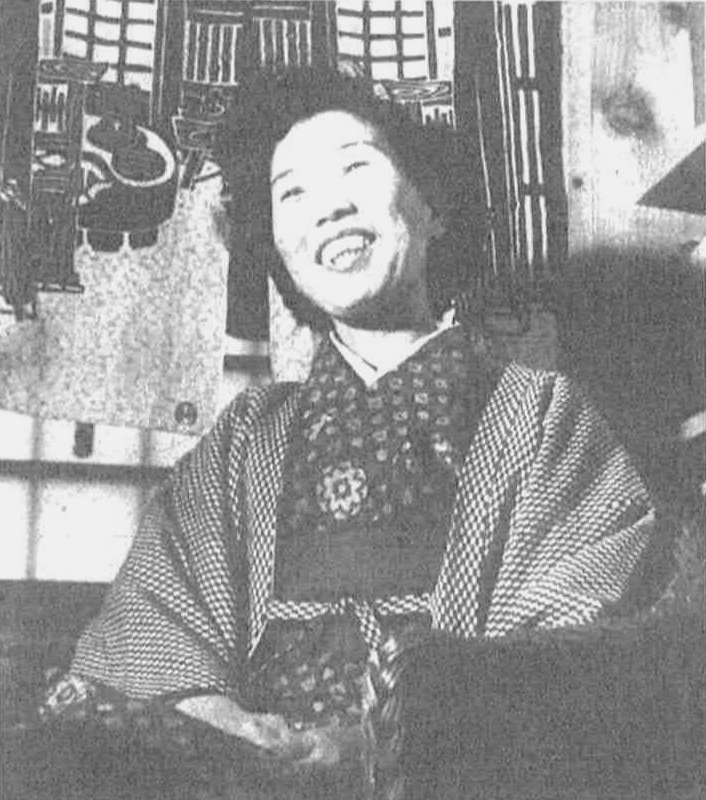
読売新聞社『家庭よみうり』374号（1954年）より

田井 洋子（たい ようこ、1911年8月9日 - 2008年3月13日）は、昭和・平成期の脚本家。

## 来歴・人物
東京生まれ。兄は田井真孫。本名・丸茂ふぢ子。東京府立第三高等女学校卒。その後薬剤師を目指して薬学専門学校に進学するも、学内が大学への昇格運動　で揺れて休校状態だったため、進路を変更してタイピストになり、10年間官庁に勤務。
1929年、詩人の河井酔茗に入門し師事。しかし田井本人は詩が書けなかったことから、河井に勧められた岡本綺堂に師事して劇作を始め、綺堂主宰の「舞台」などに作品を発表。河井の元にはその後河井が亡くなる1965年まで通い続け、他に額田六福、岡田八千代にも世話になった。
1948年NHK懸賞放送劇に「魚紋」が1位入選。代表作にラジオ「最上川」、テレビ「恋文」「パパと歩こう」、「パパの育児手帳」、「香華」、「裁きの家」、「鬼のいぬ間に」、「いつか青空」、「青春」 、「雪燃え」、「ただいま11人」、「嫁ぐ日まで」、「花の番地」、「忠臣蔵・女たち・愛」など。墓所は多磨霊園(4-1-24)

## 著書
- 『魚と貝の四季 味覚の話題』北陸館 1969
- 『田井洋子放送作品選集』青蛙房 1973
- 『ドラマをつくる 発想からシナリオまで』教育史料出版会 芸術教育叢書 1980
- 『白椿幻想 ラジオドラマ集』日本放送作家組合 1984
- 『女のいろは坂』学習研究社 1985
- 『水のある砂漠 装いの街・ハラジュク』学習研究社 1986
- 『風色のタンゴ』主婦の友社 1987
- 『ぬくもりの贈り物 ふれあい歳時記』広済堂出版 1989

共著
- 『君美しく 第1部』佐々木恵美子共著 20世紀社 1956